# Bagdy István
Bagdy István (Tiszaeszlár, 1882. július 24. – Ládbesenyő, 1953. július 18.) dalköltő, Bagdy Emőke nagyapja.

## Életútja
Bagdi (Bagdy) Zsigmond kocsis és Gófer Mária fiaként született. Tanítói képesítést szerzett. Első versei: Budapest és Egyetértés. 1912-ben a Kisfaludy Társaság megdicsérte a Szentgyörgyi harangok c. versét. Szerzeményei szinte kizárólag magyar nótaszövegek. Szőke Tisza haragjában megáradt, Falu végén a nagy kerek tóban, Asszonyom ne írjon bús levelet nekem, Anyósnóta stb. Dalszövegeit megzenésítették: Kárpát Z., dr. Murgács K., K. Császár Árpád, H. Bató J. Több verskötete jelent meg: Régi mesgyén, Riadó, Megvirrad még, Mindig sírva. Elbeszélései különböző hetilapokban jelentek meg. Az Iskolánkívüli Népművelési Bizottság rendezésében valamint társadalmi egyesületekben több előadást tartott. 1929-ben Pesterzsébeten működött.

## Munkái
- Régi mesgyén. Sátoraljaujhely, é. n.
- Riadó. (lrredenta versek). uo., 1921.
- A magyar nemzet tört. alkotmánytört. és honpolg. ismeretekkel. Az elemi népisk. 5/6. o. számára. Bp., 1926. (Többekkel. Új lenyom. uo., (1928):[1932]).
- Mindig sírva. Versek, dalok. Uo., 1928. (1000 pld. lsm. M. Kultura 1928: 188 l.)